# حكومة جمهورية أبخازيا

## السلطة التنفيذية
يترأس السلطة التنفيذية في جمهورية أبخازيا رئيس الجمهورية (الرئيس الحالي هو ألكساندر أنكفاب). مدعوماً بنائب الرئيس (ميخائيل لوجا) لتنفيذ الإدارة العامة للأنشطة التنفيذية في جميع أنحاء البلاد، كما يدير رئيس الجمهورية مجلس الوزراء. ويشكل مجلس الوزراء من قبل الرئيس. ويتألف مجلس الوزراء من رئيس مجلس الوزراء(الوزير الحالي ليونيد لاكيربايا) ونائب رئيس الوزراء والوزراء وغيرهم من المسؤولين المنصوص عليهم في القانون.

## الحكومة الحالية
| المنصب                                        | الحالي               | منذ        |
| --------------------------------------------- | -------------------- | ---------- |
| رئيس الوزراء                                  | ليونيد لاكيربايا     | 2011-9-27  |
| نائب رئيس الوزراء الأول                       | أنديرا فاردانيا      | 2011-10-10 |
| نائب رئيس الوزراء                             | ألكساندر سترانيتشكين | 2011-10-10 |
| نائب رئيس الوزراء و وزير المالية              | فلاديمير ديلبا       | 2011-10-10 |
| رئيس هيئة الاركان                             | مارينا لاداريا       | 2011-10-20 |
| وزير الدفاع                                   | ميراب كشماريا        | 2007-5-10  |
| وزير الخارجية                                 | تشيريكبا فياتشيسلاف  | 2011-10-11 |
| وزير الداخلية                                 | أوتار خيتسيا         | 2011-10-20 |
| وزير العدل                                    | يكاترينا اونيشينكو   | 2011-10-31 |
| وزير الاقتصاد                                 | ديفيد إراديان        | 2011-10-27 |
| وزير الضرائب والرسوم                          | رؤوف تسيمتسبا        | 2011-4-4   |
| وزير الزراعة                                  | بيسلان دجوبوا        | 2011-10-18 |
| وزير العمل والضمان الاجتماعي                  | أولغا كالتوكوفا      | 2005-3-2   |
| وزير الصحة                                    | زوراب مارشان         | 2005-2-25  |
| وزير التربية والتعليم                         | داور ناتشكيبيا       | 2011-10-20 |
| وزير الثقافة                                  | بدر غونبا            | 2011-10-13 |
| رئيس اللجنة الجمركية الحكومية                 | سعيد تاركيل          | 2010-3-2   |
| رئيس لجنة الدولة لإدارة أملاك الدولة والخصخصة | كونستانتين كاتسيا    | 2007-4-3   |
| رئيس لجنة الدولة للمنتجعات والسياحة           | تينغيز لاكيربايا     | 2005-2-24  |
| رئيس لجنة الدولة للشباب والرياضة              | شازينا أفيدزبا       | 2011-10-28 |
| رئيس لجنة الدولة للعودة إلى الوطن             | خربس دجوبوا          | 2010-6-1   |
| رئيس لجنة الدولة للحفاظ على البيئة والطبيعة   | رومان دبار           | 2010-4-7   |

## السلطة التشريعية
تمارس جميع الصلاحيات التشريعية المنصوص عليها في الدستور من قبل مجلس الشعب - برلمان جمهورية أبخازيا.

## السلطة القضائية
لا تمارس العدالة في جمهورية أبخازيا إلا بقرار من المحكمة. تحل النزاعات الأسرية والاقتصادية من قبل محكمة التحكيم. ينتخب رئيس وأعضاء المحكمة العليا، وقضاة المحكمة الأدنى، ورئيس وقضاة محكمة التحكيم التابعة لجمهورية أبخازيا من قبل البرلمان بناء على اقتراح من رئيس الجمهورية. إن أعلى هيئة قضائية في جمهورية أبخازيا هي المحكمة العليا، وتقوم النيابة العامة والمدعين العامين الثانويين بالرقابة على مشروعية التحقيق في الجرائم، صون النيابة العامة في المحاكم، رفع دعاوى أمام المحكمة للدفاع عن مصالح الجمهورية والمواطنين، الاحتجاج على الأعمال غير المشروعة من قبل الهيئات الحكومية، والسلطات المحلية والمسؤولين الحكوميين. هيكل مكتب المدعي العام لجمهورية أبخازيا يشكل نظام واحد ويمارس صلاحياته بشكل مستقل عن أي من الهيئات الحكومية.